# Борзнянский уезд
Борзня́нский (Борзненский) уе́зд — административно-территориальная единица в составе Черниговской губернии Российской империи, существовавшая в 1781—1923 годы. Уездный город — Борзна.

## История
Уезд образован в 1781 году в составе Черниговского наместничества. В 1796 году вошел в состав восстановленной Малороссийской губернии. С 1802 года — в Черниговской губернии. В 1923 году уезд был упразднён, на его территории образован Борзнянский район Конотопского округа.

## Население
По переписи 1897 года население уезда составляло 146 595 человек, в том числе в городе Борзна — 12 526 жит.

### Национальный состав
Национальный состав по переписи 1897 года:
- украинцы (малороссы) — 137 501 чел. (93,8 %),
- немцы — 4379 чел. (3,0 %),
- евреи — 3596 чел. (2,5 %),

## Административное деление
В 1913 году в состав уезда входило 13 волостей: 
| - Борзнянская — г. Борзна, - Буромская — с. Буромка, - Велико-Загоровская — с. Велико-Загоровка, - Ивангородская — м. Ивангород, - Иченская — м. Ичня, - Кальчиновская — д. Кальчиновка, - Комаровская — с. Комаровка, | - Парафиевская — с. Парафиевка, - Плисковская — с. Плиски, - Стрельницкая — с. Стрельники, - Фастовецкая — с. Фастовцы, - Хороше-Озерская — с. Хорошее Озеро, - Шаповаловская — с. Шаповаловка. |